# Velvet (広瀬香美の曲)
「Velvet」（ベルベット）は、広瀬香美の22枚目のシングル。

## 概要
- 2001年12月5日にビクターエンタテインメントから発売された。
- 前作「黄昏」から約3ヶ月でリリースされた。アルペンのCMソング。
- 本作は「月の下で逢いましょう」発売後、広瀬が活動休止したため長らくアルバムに収録されていなかったが、2007年発売アルペンCMソングを集めたベスト・アルバム『Alpen Best Kohmi Hirose』に初収録された。

## 収録曲
作詞・作曲：広瀬香美
1. Velvet
  - 編曲：h-wonder
2. follow me
  - 編曲：清水信之
3. Velvet [original karaoke]

## 収録アルバム
- Alpen Best Kohmi Hirose (#1)
- SINGLE COLLECTION (#1)
- THE BEST "1992-2018" + "雪"Setlist Non-Stop Mix (#1)